# Spektrum Flyers

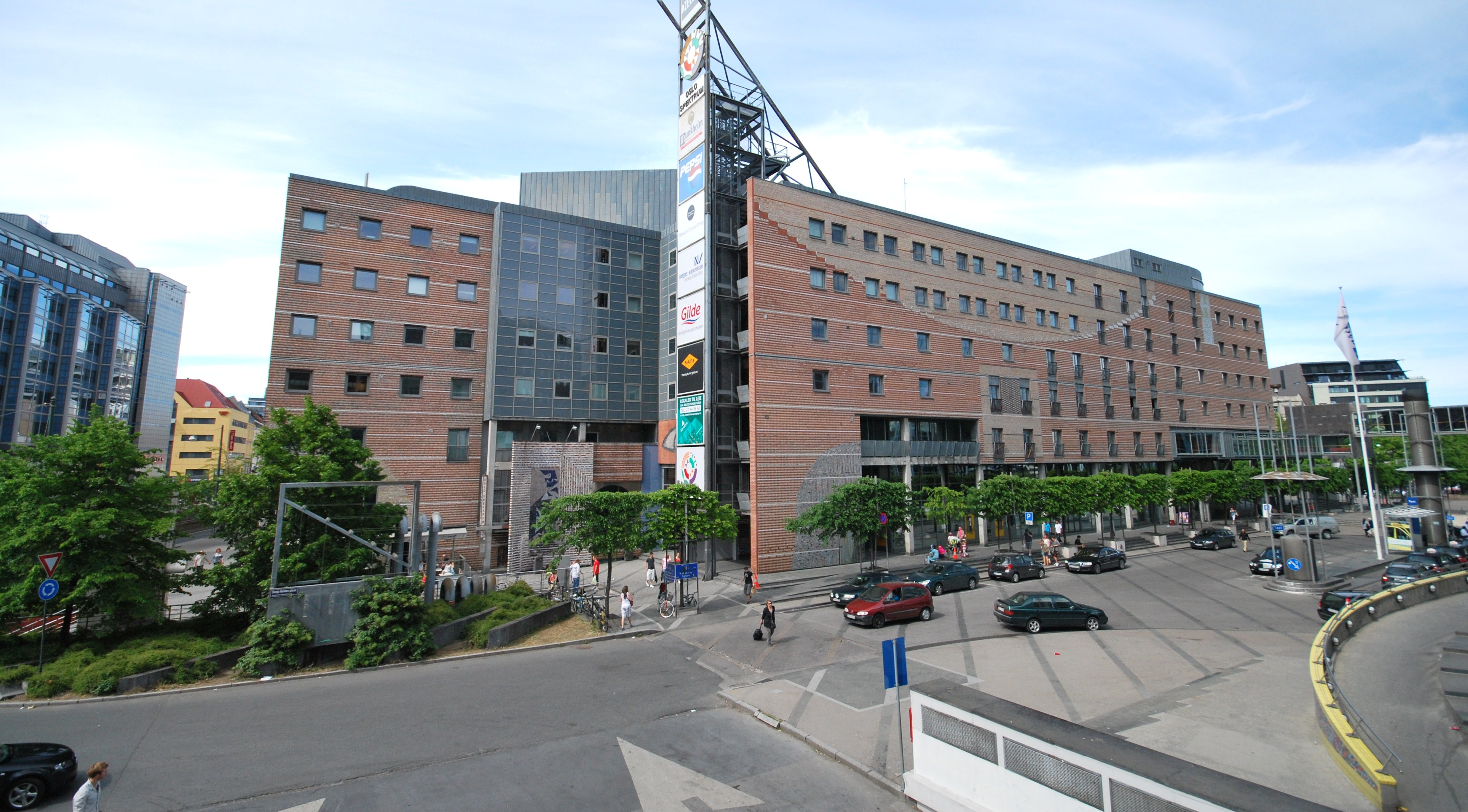
Oslo Spektrum, gesehen von Sonja Henies plass

Die Spektrum Flyers waren ein norwegischer Eishockeyklub aus Oslo. Die Mannschaft spielte von 1994 bis 1996 in der Eliteserien, der höchsten norwegischen Spielklasse, und trug ihre Heimspiele im Oslo Spektrum aus.

## Geschichte
Die beiden Osloer Spitzenklubs Manglerud Star und Furuset IF entschlossen sich 1994 dazu die Profimannschaften ihrer Eishockeyabteilungen zu fusionieren. Das gemeinsame Team erhielt den Startplatz von Manglerud Star in der Eliteserien, in der sie zur Saison 1994/95 den Spielbetrieb aufnahmen. In ihrer ersten Spielzeit erreichte die Mannschaft, die im zur damaligen Zeit größten Eishockeystadion des Landes, dem Oslo Spektrum, spielte, auf Anhieb die Playoff-Zwischenrunde, unterlag dort jedoch Stjernen Hockey und dem späteren Meister Storhamar Dragons. In der folgenden Spielzeit scheiterte die Mannschaft erneut in der Playoff-Zwischenrunde. Aufgrund eines zu geringen Zuschauerschnitts und den hohen Kosten der Heimspiele im Oslo Spektrum entschied sich das Management im Januar 1996, den Klub nach Bergen umzusiedeln. Die Playoff-Heimspiele der Flyers wurden in der Bergenhallen ausgetragen und zogen bis zu 2.500 Zuschauer an. Mit dem Umzug kündigte Manglerud Star die Zusammenarbeit auf und nahm zur Saison 1996/97 wieder mit einer eigenen Profiabteilung den Spielbetrieb in der Eliteserien auf.
Im Frühsommer 1996 wurden die Spektrum Flyers aufgelöst. Das Management und die Mitarbeiter wechselten zum lokal ansässigen Bergen IK, der in Bergen Flyers umbenannt wurde.

## Bekannte ehemalige Spieler
- Leo Gudas
- Tommy Jakobsen
- Marius Trygg
- Mats Trygg